# Hendrica Leurs
Hendrica Leurs, född 1794, död 1870, var en nederländsk pedagog. Hon var föremål för en uppmärksammad förfalskningsaffär i Nederländerna 1837.  
Hon var dotter till William Leurs (ca 1753-1801), kirurg, och Maria Anthonia Bergman (d. 1802). Leurs och hennes syster blev föräldralösa som barn, och förlorade sitt arv då det hade investerats i Bataviska republikens statsobligationer, vilka försvagades av politiska skäl. Från cirka 20 års ålder arbetade Leurs som guvernant hos olika förmögna familjer i Utrecht och Amsterdam. Från 1833 drev hon framgångsrikt en egen flickskola i Utrecht, som fick mycket gott rykte. 
År 1836 gjorde myndigheterna upptäckten att ett antal förfalskade sedlar var i omlopp. Papperspengar var då något nytt i Nederländerna, där De Nederlandsche Bank hade börjat trycka dem först 1814. De falska sedlarna kunde upptäckas genom ett visst stavfel. 1837 spårades sedlarna till Leurs. Hon förnekade att hon hade tillverkat dem och hävdade att hon i sin tur hade fått dem av en bankkassör, men detta tillbakavisades och hon ställdes samma år inför rätta. Åklagaren hävdade att de falska sedlarna bar hennes handstil, att en bankkassör knappast kunde ha sluppit undan med en sådan dålig förfalskning och att Leurs hade prånglat ut sedlarna till obildade människor som inte kunde väntas skilja dem från äkta, och förordade dödsstraff då hon kunnat orsaka finanskris. Försvararen påpekade att de falska sedlarnas stavfel inte kunde förväntas komma från en lärare för en respekterad internatskola, att hon som rektor heller inte hade tid eller tillfälle att tillverka sedlar, att hon inte hade ekonomiska problem och att hon för övrigt stöddes av sina elevers föräldrar under rättegången. Leurs frikändes. 
Leurs misslyckades med att återgå till sin skolverksamhet i Nederländerna efter rättsfallet. År 1839 emigrerade hon till Nederländska Ostindien, där hon var verksam som guvernant och 1841-45 drev en skola i Surakarta.     